# Proutista furcatovittata
Proutista furcatovittata är en insektsart som först beskrevs av Stsl 1855.  Proutista furcatovittata ingår i släktet Proutista och familjen Derbidae. Inga underarter finns listade i Catalogue of Life.